# Maria Manuela Machado
Maria Manuela Machado (Maria Manuela Castro Machado; * 9. August 1963 bei Viana do Castelo) ist eine ehemalige portugiesische Langstreckenläuferin, die in den 1990er Jahren zur Weltspitze auf der Marathondistanz gehörte.
Ihr größter Erfolg ist der Gewinn des Titels beim Marathon den Leichtathletik-Weltmeisterschaften 1995 in Göteborg. Zweimal holte sie WM-Silber (1993 in Stuttgart und der 1997 in Athen), und zweimal belegte sie den siebten Platz (1991 in Tokio und der 1999 in Sevilla).
Bei den Europameisterschaften 1994 in Helsinki und den Europameisterschaften 1998 in Budapest setzte sie mit ihren beiden Siegen die Serie fort, die ihre Landsfrau Rosa Mota mit ihren Siegen 1982, 1986 und 1990 begonnen hatte. Schon bei den Europameisterschaften 1990 in Split hatte Machado den zehnten Platz belegt.
Weniger Erfolg hatte sie bei den Olympischen Spielen. Zwei siebten Plätzen bei den Spielen 1992 in Barcelona und den Spielen 1996 in Atlanta folgte Platz 21 bei den Spielen 2000 in Sydney.
Auch wenn Machado in erster Linie durch ihre Erfolge bei den großen internationalen Meisterschaften bekannt ist, an denen sie elfmal in Folge teilnahm, ging sie auch bei Stadtmarathons nicht leer aus. 1992, 1993 und 1998 wurde sie Vierte beim Boston-Marathon, 1995 Zweite beim London- und beim New-York-City-Marathon und 1996 Zweite beim Tokyo International Women’s Marathon. Ihre Bestzeit 2:25:09 stellte sie beim London-Marathon 1999 auf, als sie den dritten Platz errang.
Machado startete für Sporting Braga und Sporting Lissabon.